# Iwoporek anyżkowy

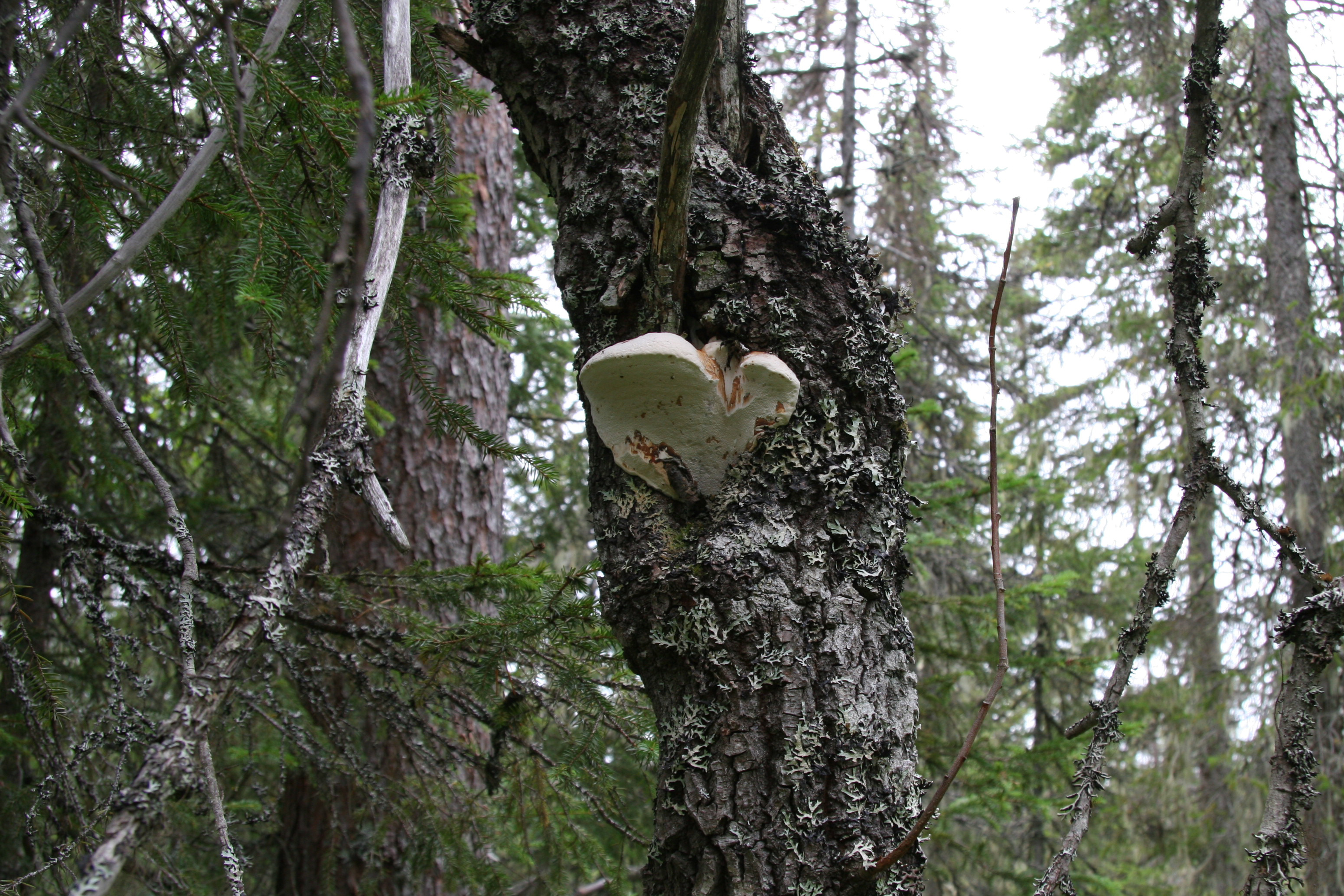

Iwoporek anyżkowy (Haploporus odorus (Sommerf.) Bondartsev & Singer) – gatunek grzybów z rodziny żagwiowatych (Polyporaceae).

## Systematyka i nazewnictwo
Pozycja w klasyfikacji według Index Fungorum: Haploporus, Polyporaceae, Polyporales, Incertae sedis, Agaricomycetes, Agaricomycotina, Basidiomycota, Fungi.
Po raz pierwszy zdiagnozował go w 1826 r. Søren Christian Sommerfelt, nadając mu nazwę Polyporus odorus. Obecną, uznaną przez Index Fungorum nazwę nadali mu Appollinaris Semenovich Bondartsev i Rolf Singer w 1941 r. Synonimy:
- Fomitopsis odora (Sommerf.) P. Karst. 1881
- Fomitopsis odoratissima Bondartsev 1950
- Polyporus odorus Sommerf. 1826
- Trametes odora (Sommerf.) Fr. 1838

Polską nazwę zaproponował Władysław Wojewoda w 2003 r, Franciszek Błoński w 1896 r. opisywał ten gatunek jako żagiew pachnąca a Stanisław Domański w 1967 r. jako jednopor pachnący.

## Morfologia
Owocnik
Wieloletnia huba do podłoża przyrastająca bokiem. Ma kopytkowaty lub okrągławy kształt i osiąga rozmiary 6 × 15 × 8 cm. Powierzchnia górna początkowo o barwie bladopłowej, z czasem brudnobrązowej, w końcu niemal czarnej. Powierzchnia hymenialna początkowo biaława, potem jasnopłowa, gładka, słabo strefowana. Pory okrągłe, bardzo drobne (4–5 na 1 mm).
Wydziela silny zapach anyżu.
Cechy mikroskopowe
System strzępkowy trimityczny. Strzępki generatywne cienkościenne, rzadko rozgałęzione, ze sprzążkami, o średnicy 2–3,5 μm. Strzępki szkieletowe bez przegród, hialinowe, rzadko rozgałęzione, o średnicy 3–5 um. Strzępki łącznikowe bez przegród, bardzo słabo rozgałęzione, hialinowe, o średnicy 3–5 um, grubościenne (mają ściany o średnicy 1,5–2,5 um). Podstawki z 4 sterygmami, dość długie i smukłe, o wymiarach (15–) 18–22 × 5,5–6,0 μm. Cystyd brak. Zarodniki jajowate do elipsoidalnych, hialinowe, drobne, ale wyraźnie kiełbaskowate, o rozmiarach 5–6,5 × 3–4,5 μm.
Gatunki podobne
Jest kilka podobnych nadrzewnych hub. Najbardziej podobny jest również na wierzbach rosnący i również wydzielający zapach anyżu wrośniak anyżkowy (Trametes suaveolens), ale iwoporek anyżkowy odróżnia się specyficznymi cechami. Jego zapach anyżowy jest bardzo silny i utrzymuje się również po wysuszeniu owocnika, a zarodniki są niedekstrynoidalne i drobnokolczaste. Ponadto wrośniak anyżkowy jest jednoroczny, biały i większy.

## Występowanie i siedlisko
Znany jest tylko w Europie i Ameryce Północnej. Występuje w rejonach północnych tych kontynentów, na północ od 52 stopnia szerokości geograficznej. W Ameryce podano ponad 20 jego stanowisk, wszystkie w Kolumbii Brytyjskiej. W Europie występuje głównie na Półwyspie Skandynawskim, poza tym znane są tylko pojedyncze stanowiska w Polsce i Estonii. Również inne źródła zagraniczne podają występowanie tego gatunku w Polsce, jednak według Stanisława Domańskiego nie występuje on w Polsce. Jedyne znane w piśmiennictwie naukowym stanowisko na terenie Polski podał F. Błoński, ale było to w 1896 r.
Grzyb nadrzewny rosnący tylko na wierzbach.